# Susuman (fiume)
Il Susuman (in russo Сусуман?; in lingua even: Kuchuman, Кухуман) è un fiume dell'Estremo Oriente della Russia, tributario di sinistra del Bërëlëch. Scorre nel Susumanskij rajon dell'oblast' di Magadan.
Il fiume ha origine pochi chilometri a sud del monte Mordžot, un massiccio isolato che fa parte dei monti Čerskij. Si dirige dapprima in direzione nord-orientale, poi gira verso nord e infine a ovest compiendo un ampio giro prima di sfociare nel Bërëlëch a 73 km dalla foce, nella città di Susuman. La sua lunghezza è di 106 km; il bacino del fiume è di 1 290 km². Il congelamento avviene da metà ottobre alla seconda metà di maggio. Nei mesi invernali gela fino in fondo, per quasi la metà dell'anno solare quindi non ha alcun deflusso.

## Storia
Nel 1932 furono scoperti depositi d'oro nel bacino del Susuman. Nel 1936 fu fondato il sovchoz «Susuman» nella valle del fiume, che divenne la prima impresa e la base per la successiva nascita dell'insediamento di Susuman.